# William Bury
William Henry Bury (25 de mayo de 1859, Stourbridge (Reino Unido) - 24 de abril de 1889, Dundee (Reino Unido) fue sospechoso de haber sido el anónimo asesino en serie victoriano llamado Jack el Destripador, murió ejecutado en la horca en 1889, un año después de acaecidos una serie de crímenes con mutilación en el distrito de Whitechapel, en el este de Londres. Un tribunal escocés condenó a este hombre a la pena capital tras encontrarlo culpable de matar alevosamente a su cónyuge, la cual ejercía la prostitución. Ese homicidio resultó cometido mediante un modus operandi similar a los asesinatos atribuidos al Destripador de Londres.

## Crimen, condena, y ejecución
Bury contaba con veintinueve años de edad en 1888, y residía en la localidad inglesa de Bow, donde convivía con su joven cónyuge Ellen Elliot con la cual había contraído matrimonio en el mes de abril de aquel año. El matrimonio vivió en el East End de Londres hasta enero de 1889 y luego se mudaron a la ciudad escocesa de Dundee.
El hombre se personó en la estación de policía local en la mañana del 10 de febrero de 1889 pretendiendo que su esposa –la cual ejercía la prostitución- se había suicidado. Pero las pruebas forenses se mostraron muy decisivas en su contra y bastaron a fin de esclarecer la situación sin dejar sombra de duda.
La realidad era que el individuo asesinó a su mujer valiéndose de una cuerda con la cual la estranguló. Tras desmayar a su víctima, el agresor le asestó feroces puñaladas en la región abdominal y genital causándole el deceso. Culminada su pérfida agresión, escondió el cuchillo ensangrentado dentro del hueco de un árbol.
El tribunal de Dundee lo halló culpable de homicidio, especialmente agravado por el vínculo matrimonial y lo condenó a purgar su culpa aplicándole la pena capital.

## Sospechas, pruebas, y acusadores
Fueron varios los indicios que apuntaron a Bury como un plausible sospechoso de haber perpetrado los homicidios de Whitechapel en el otoño de 1888, época en la que está comprobado que vivía relativamente cerca del escenario de los crímenes. Empero, todas las pruebas revistieron carácter circunstancial y distaron de ser decisivas.
Por ejemplo, una notable curiosidad de este caso radicó en que sobre la puerta de ingreso del edificio de apartamentos donde moraba este victimario, alguien había trazado con letras de color rojo la advertencia: “Jack el Destripador se oculta detrás de esta puerta”. A su vez, en la pared adyacente a la escalera que conducía al sótano se leía, estampada con tiza, una segunda frase acusatoria: “Jack el Destripador está en este sótano”. Nunca se descubrió al anónimo acusador de Bury y autor de aquellas pintadas, ni tampoco se desveló qué motivos pudo tener aquel para tratar de involucrarlo.
Otros datos más objetivos, sin embargo, incriminaban al sujeto, pues los médicos forenses a cargo de la autopsia de su esposa creyeron percibir marcadas analogías entre las heridas mortales sufridas por la mujer con las patéticas incisiones ventrales infligidas a las presas humanas de Jack the Ripper, y de tal opinión quedó constancia en los respectivos informes forenses.
En todos los casos, además, las extintas ejercían de meretrices, al igual que lo hacía la desafortunada Ellen.
El verdugo y criminólogo aficionado James Berry, que no fue el encargado de finiquitarlo, se trasladó desde Inglaterra hasta aquella cárcel de Escocia a fin de dialogar con el penado. Tras la entrevista, quedó convencido de que aquel hombre resultaba igualmente culpable de haber cometido la masacre acontecida el año anterior en los suburbios de Londres, y así lo afirmó públicamente.
Ernest A. Parr, un reportero de crónicas policiales del Newmarket, también estaba convencido de ello, conforme a sus propias investigaciones, que Bury y Jack el Destripador resultaban ser una misma persona. Estando ya condenado a muerte, el preso escribió una carta desde la prisión de Dundee al reverendo E.J. Gough, en la cual confesaba ser autor del asesinato de su cónyuge. Según el periodista, la letra de aquella misiva concordaba con la caligrafía de las cartas adjudicadas al Destripador, extremo que representaba la prueba adicional y definitiva de la culpabilidad del extinto.